# Agrotis albiptera
Agrotis albiptera är en fjärilsart som beskrevs av Turati 1921. Agrotis albiptera ingår i släktet Agrotis och familjen nattflyn. Inga underarter finns listade i Catalogue of Life.